# Окішино
Окішино (рос. Окишино) — село в Лисковському районі Нижньогородської області Російської Федерації.
Населення становить 124 особи. Входить до складу муніципального утворення Трофимовська сільрада.

## Історія
Від 2009 року входить до складу муніципального утворення Трофимовська сільрада.

## Населення
| 2002 | 2010 |
| ---- | ---- |
| 128  | ↘124 |